# Liste der Bürgermeister von Lansingerland
Dies ist die Liste der Bürgermeister von Lansingerland in der niederländischen Provinz Südholland seit der Gründung der Gemeinde am 1. Januar 2007.
| Bürgermeister   | Bürgermeister       | Partei | Partei | Amtszeit  | Anmerkungen   |
| --------------- | ------------------- | ------ | ------ | --------- | ------------- |
| Bas Eenhorn     | Bas Eenhoorn        |        | VVD    | 2007      | kommissarisch |
| Ewald van Vliet | Ewald van Vliet     |        | VVD    | 2007–2013 |               |
|                 | Coos Rijsdijk       |        | PvdA   | 2014–2015 | kommissarisch |
|                 | Pieter van de Stadt |        | VVD    | 2015–2025 |               |
|                 | Jules Bijl          |        | D66    | seit 2025 | kommissarisch |